# Primož Petkovšek
Primož Petkovšek, slovenski filmski igralec, * 6. september 1963 , Ljubljana.
Na 3. festivalu slovenskega filma je prejel Nagrada revije Stop za obetavnega igralca leta za film Porno film.

## Filmske vloge
- Vse je pod kontrolo (1992), kratki igrani film
- Porno film (2000), celovečerni igrani film
- Daleč je smrt (2002), TV nanizanka
- Okno (2002), kratki igrani film
- Srce je kos mesa (2003), kratki igrani film
- Pod njenim oknom (2003), celovečerni igrani TV film
- Rezervni deli (2003), celovečerni igrani film
- Delo osvobaja (2004), celovečerni igrani TV film
- Odgrobadogroba (2005), celovečerni igrani film
- Predmestje (2005), celovečerni igrani film
- To je Slovenija (2007), kratki igrani film
- Vaja zbora (2008), celovečerni igrani TV film
- Za vedno (2008), celovečerni igrani film
- Neke druge zgodbe (2010), celovečerni igrani omnibus
- Stanje šoka (2011), celovečerni igrani film
- Otroci socializma - zamenite mi glavo (2012), dokumentarni film
- Hvala za Sunderland (2012), celovečerni igrani film
- Dvojina (2013), celovečerni igrani film
- Naš vsakdanji kruhek, (2014), TV nanizanka